# Nekrolog 1679
Nekrolog
◄◄
| ◄
| 1675
| 1676
| 1677
| 1678
| 1679 | 1680 | 1681 | 1682 | 1683 | ► | ►►
Weitere Ereignisse | Allgemeiner Nekrolog 1679
Die Beschreibung der verstorbenen Person sollte so kurz wie möglich gehalten sein und nur deren signifikante Tätigkeit(en) enthalten.
Neue Namen ggf. auch unter dem Geburts- und Sterbedatum, also etwa unter 1. Januar und im Geburts- und Sterbejahr (2024) eintragen (nur bei entsprechender großer Wichtigkeit). Für Beispiele siehe die schon vorhandenen Artikel.
Außerdem über die fünf zuletzt Verstorbenen, zu denen es einen ausreichend guten Artikel für eine Präsentation auf der Hauptseite gibt, nach der todesbedingten Überarbeitung der Artikel ggf. auch unter Wikipedia Diskussion:Hauptseite informieren und sie am besten auch in den anderen Wikipedia-Sprachversionen eintragen. Tipp: Regelmäßig bei news.google.de nach „ist tot“, „gestorben“ oder „verstorben“ suchen.
Wenn eine Person gestorben ist, gibt es viele Seiten zu dieser Person in der Wikipedia, die davon auch betroffen sind und entsprechend aktualisiert werden müssen. Beispiele: Namenübersichtsseite, Geburtsjahr, Geburtsort-Seiten und viele mehr.
Wie finde ich die betroffenen Seiten?
Im Suchfeld auf der linken Seite gibt man den Suchbegriff so ein: „Vorname Nachname“. Dann klickt man auf Volltext und alle Seiten mit entsprechendem Suchtext werden aufgerufen. Hier sieht man dann schnell, wo auch das Todesjahr Sinn macht oder sogar ein Teil des Artikels angepasst werden muss. Auch hilft das „Werkzeug“ auf der linken Seite sehr gut, um solche Seiten aufzufinden: „Links auf diese Seite“. Somit ist die Wikipedia wieder aktuell in allen Bereichen! Hinweis: bei Eintragung der Kategorie „Gestorben JAHR“ wird der Missbrauchsfilter 49 ausgelöst, was jedoch nicht schlimm ist. Siehe: Spezial:Missbrauchsfilter/49
Dies ist eine Liste von im Jahr 1679 verstorbenen bekannten Persönlichkeiten. Die Einträge erfolgen innerhalb der einzelnen Daten alphabetisch sortiert. Tiere sind im Nekrolog für Tiere zu finden.

## Januar
| Tag        | Name                          | Beruf, bekannt als                                        | Alter | Beleg |
| ---------- | ----------------------------- | --------------------------------------------------------- | ----- | ----- |
| 9. Januar  | Werner Fabricius              | deutscher Organist und Komponist                          | 45    |       |
| 9. Januar  | Ostap Hohol                   | Hetman der rechtsufrigen Ukraine                          |       |       |
| 11. Januar | Johann Dominik von Servi      | Pfalz-Neuburger Beamter                                   |       |       |
| 14. Januar | Jacques de Billy              | französischer Jesuit, Mathematiker und Astronom           | 76    |       |
| 15. Januar | Georg Philipp Finckh          | deutscher Kartograf                                       |       |       |
| 19. Januar | Broderus Pauli                | deutscher Jurist und Bürgermeister der Hansestadt Hamburg |       |       |
| 21. Januar | Henri Louis Habert de Montmor | französischer Gelehrter                                   |       |       |
| 24. Januar | Ulderico Carpegna             | Kardinal                                                  | 83    |       |
| 24. Januar | Moritz Heinrich               | Fürst von Nassau-Hadamar                                  | 52    |       |
| 26. Januar | Domenico Carlone              | italienischer Baumeister und Stuckateur                   |       |       |
| 31. Januar | Johann Matthias Nester        | deutscher Arzt                                            | 56    |       |

## Februar
| Tag         | Name                  | Beruf, bekannt als                                    | Alter | Beleg |
| ----------- | --------------------- | ----------------------------------------------------- | ----- | ----- |
| 3. Februar  | Jan Steen             | holländischer Maler                                   |       |       |
| 4. Februar  | Samuel Franck         | deutscher Kirchenmusiker                              |       |       |
| 5. Februar  | Joost van den Vondel  | niederländischer Dichter und Dramatiker               | 91    |       |
| 6. Februar  | Margherita de’ Medici | Herzogin von Parma und Piacenza                       | 66    |       |
| 10. Februar | Hugo Schuckmann       | deutscher Kaufmann und Ratsherr der Hansestadt Lübeck |       |       |
| 18. Februar | Anne Conway           | englische Philosophin                                 | 47    |       |
| 19. Februar | Henricus Regius       | niederländischer Philosoph und Mediziner              | 80    |       |
| 19. Februar | Domenico Sciassia     | Stiftsbaumeister von St. Lambrecht                    |       |       |
| 27. Februar | Joan Carlile          | englische Malerin                                     |       |       |
| Februar     | Lucas Bacmeister      | deutscher lutherischer Theologe                       |       |       |

## März
| Tag      | Name                             | Beruf, bekannt als | Alter | Beleg |
| -------- | -------------------------------- | --- | ----- | ----- |
| 2. März  | Johann Thomasius                 | deutscher Jurist, Staatsmann und Dichter                                                                                              | 54    |       |
| 4. März  | Henrik Ruse                      | holländischer Festungsbaumeister | 54    |       |
| 11. März | Luise Marie von der Pfalz        | Titular-Pfalzgräfin bei Rhein, durch Heirat Fürstin zu Salm                                                                           | 31    |       |
| 13. März | Christiane von Sachsen-Merseburg | Prinzessin von Sachsen-Merseburg und Herzogin von Sachsen-Eisenberg                                                                   | 19    |       |
| 14. März | Daniel Lipstorp                  | deutscher evangelisch-lutherischer Geistlicher und Orientalist, Hauptpastor des Lübecker Doms und Senior des Geistlichen Ministeriums | 78    |       |
| 16. März | Johann Friedrich von Marschalck  | Kanzler des dänischen Königs für Norwegen                                                                                             | 60    |       |
| 17. März | Adolph Gottfried Volusius        | Mainzer Weihbischof |       |       |
| 26. März | Johannes Scheffer                | deutsch-schwedischer Gelehrter | 58    |       |
| 27. März | Abraham Mignon                   | deutsch-niederländischer Maler | 38    |       |
| 31. März | Nathanael Dilger                 | deutscher lutherischer Theologe | 74    |       |

## April
| Tag       | Name                                   | Beruf, bekannt als                                                      | Alter | Beleg |
| --------- | -------------------------------------- | ----------------------------------------------------------------------- | ----- | ----- |
| 7. April  | Alexander Magnus von Sydow             | brandenburgischer Obrist, Erbherr auf Gossow, Falkenwalde und Ortwig    | 56    |       |
| 10. April | Gottfried Schilter                     | deutscher Rechtswissenschaftler                                         | 35    |       |
| 15. April | Anne Geneviève de Bourbon-Condé        | Herzogin von Longueville, Fürstin von Neufchatel                        | 59    |       |
| 15. April | Johann Bertram von Wylre               | Bürgermeister der Reichsstadt Aachen                                    |       |       |
| 16. April | Heinrich Coelestin von Sternbach       | deutscher Rechtsgelehrter                                               |       |       |
| 18. April | Jacob Cröpelin                         | Meister der Holzschneidekunst                                           |       |       |
| 18. April | Christian Hoffmann von Hoffmannswaldau | deutsch-schlesischer Lyriker und Epigrammatiker, Politiker und Diplomat |       |       |
| 21. April | Friedrich Geißler                      | deutscher Rechtswissenschaftler                                         | 42    |       |
| 22. April | Aloysius Bevilacqua                    | italienischer Geistlicher, Lateinischer Titularpatriarch von Alexandria |       |       |
| 22. April | Giovanni Battista Passeri              | italienischer Maler                                                     |       |       |
| 24. April | Johann Siegmund von Osterhausen        | Adliger                                                                 | 66    |       |
| April     | Louis d’Arpajon                        | französischer General                                                   |       |       |

## Mai
| Tag     | Name              | Beruf, bekannt als                                                                                | Alter | Beleg |
| ------- | ----------------- | ------------------------------------------------------------------------------------------------- | ----- | ----- |
| 3. Mai  | Jón Ólafsson      | isländischer Abenteurer, der in dänischen Diensten sowohl Svalbard, als auch Indien bereiste      | 85    |       |
| 8. Mai  | Pierre de la Cave | kurbrandenburgischer Generalmajor, Gouverneur der Festung Pillau, geheimer Kriegsrat und Kämmerer | 73    |       |
| 11. Mai | Esaias Reusner    | deutscher Lautenist und Komponist                                                                 | 43    |       |
| 15. Mai | Atlas Crusius     | Bürgermeister von Chemnitz                                                                        | 72    |       |
| 26. Mai | Ferdinand Maria   | Kurfürst von Bayern                                                                               | 42    |       |

## Juni
| Tag      | Name                                        | Beruf, bekannt als                                                 | Alter | Beleg |
| -------- | ------------------------------------------- | ------------------------------------------------------------------ | ----- | ----- |
| 4. Juni  | Johann Georg Albini                         | deutscher Theologe und Dichter                                     | 55    |       |
| 8. Juni  | Johann Peter Vogt                           | königlich dänischer Generalmajor und zuletzt Kommandant von Wismar | 58    |       |
| 14. Juni | Guillaume Courtois                          | italienischer Historien- und Kirchenmaler                          |       |       |
| 15. Juni | Pierre Lambert de la Motte                  | französischer römisch-katholischer Missionsbischof                 | 55    |       |
| 17. Juni | John Hamilton, 1. Lord Belhaven and Stenton | schottischer Adliger                                               |       |       |
| 25. Juni | Nikolaus van Hoy                            | Zeichner, Maler und Kupferstecher in Wien                          |       |       |
| 27. Juni | Pablo Bruna                                 | spanischer Organist und Komponist                                  | 68    |       |

## Juli
| Tag      | Name                                            | Beruf, bekannt als                                                     | Alter | Beleg |
| -------- | ----------------------------------------------- | ---------------------------------------------------------------------- | ----- | ----- |
| 12. Juli | Charles Maximilien de Belleforière de Soyécourt | französischer Adliger, Militär und Hofbeamter                          |       |       |
| 14. Juli | Giovanni Domenico Orsi de Orsini                | böhmischer Architekt                                                   |       |       |
| 18. Juli | Balthasar Mentzer der Jüngere                   | deutscher Theologe                                                     | 65    |       |
| 25. Juli | Johann Sebastian Mitternacht                    | deutscher Theologe, Rhetoriker, Pädagoge, Dramatiker und Barockdichter | 66    |       |
| 27. Juli | Cornelis van der Lijn                           | Generalgouverneur von Niederländisch-Indien                            |       |       |
| 28. Juli | Elias Birnstiel                                 | deutscher Geistlicher und Gelehrter                                    |       |       |

## August
| Tag        | Name                                            | Beruf, bekannt als                                               | Alter | Beleg |
| ---------- | ----------------------------------------------- | ---------------------------------------------------------------- | ----- | ----- |
| 2. August  | Gerhard Bernhard von Pölnitz                    | kurbrandenburgischer Generalmajor und Politiker                  | 62    |       |
| 5. August  | Michael Raphael Schmuz                          | Rat, Hof- und Stadtmedicus in Neuburg an der Donau               |       |       |
| 6. August  | Johann von Sporck                               | Kaiserlich und königlich österreichischer General der Kavallerie | 79    |       |
| 12. August | Marie de Rohan-Montbazon, duchesse de Chevreuse | französische Adelige und Frondeuse                               | 78    |       |
| 12. August | Zacharias Grape                                 | deutscher lutherischer Theologe                                  |       |       |
| 18. August | Gustav Philipp von Pfalz-Veldenz                | Erbprinz der Grafschaft Veldenz                                  | 28    |       |
| 20. August | Jacob Alting                                    | deutscher Theologe                                               | 60    |       |
| 23. August | Johann Georg von Götzen                         | Landeshauptmann der Grafschaft Glatz                             |       |       |
| 24. August | Jean-François Paul de Gondi                     | französischer Kardinal, Staatsmann und Autor                     |       |       |
| 25. August | Johann Röling                                   | deutscher Dichter und Kirchenlieddichter                         | 44    |       |
| 27. August | Hieronymus Hirnhaim                             | böhmischer Philosoph                                             | 42    |       |
| 27. August | David Lewis                                     | walisischer Jesuit, Märtyrer                                     |       |       |
| 27. August | Otto von Limburg-Styrum                         | Adeliger und Militär                                             |       |       |
| 28. August | Alfonso Litta                                   | italienischer Erzbischof und Kardinal                            | 70    |       |

## September
| Tag           | Name                                   | Beruf, bekannt als                                                           | Alter | Beleg |
| ------------- | -------------------------------------- | ---------------------------------------------------------------------------- | ----- | ----- |
| 2. September  | Johann Duve                            | deutscher Kaufmann und Bankier                                               | 68    |       |
| 2. September  | Gottfried Gesius                       | deutscher Theologe, Pastor und Senior                                        |       |       |
| 15. September | Ehrenreich Pirhing                     | deutscher römisch-katholischer Theologe, Kirchenrechtler und Hochschullehrer | 73    |       |
| 17. September | Juan José de Austria                   | spanischer Heerführer und Staatsmann                                         | 50    |       |
| 22. September | Anna Maria Sterck                      | schwäbisches Mädchen, das als Hexe verfolgt wurde                            | 11    |       |
| 26. September | Karl Heinrich von Metternich-Winneburg | Erzbischof von Mainz                                                         | 57    |       |
| September     | John Mayow                             | englischer Physiologe und Chemiker                                           | 39    |       |

## Oktober
| Tag         | Name                           | Beruf, bekannt als | Alter | Beleg |
| ----------- | ------------------------------ | --- | ----- | ----- |
| 1. Oktober  | Antonia von Württemberg        | Prinzessin von Württemberg sowie eine Literatin, Mäzenatin, christliche Kabbalistin und Stifterin der Kabbalistischen Lehrtafel in der Dreifaltigkeitskirche in Bad Teinach-Zavelstein | 66    |       |
| 10. Oktober | Lorenz Bünsow                  | deutscher Lehrer | 48    |       |
| 16. Oktober | Roger Boyle, 1. Earl of Orrery | englischer Staatsmann und Schriftsteller | 58    |       |
| 16. Oktober | Statius Speckhan               | Bremer Bürgermeister | 80    |       |
| 24. Oktober | Barent Avercamp                | niederländischer Maler |       |       |

## November
| Tag          | Name                              | Beruf, bekannt als                                       | Alter | Beleg |
| ------------ | --------------------------------- | -------------------------------------------------------- | ----- | ----- |
| 1. November  | Christian Friedrich Franckenstein | deutscher Pädagoge, Philologe und Historiker             | 58    |       |
| 6. November  | Wenzel Wilhelm von Hofkirchen     | österreichischer Adliger, Bischof von Seckau             |       |       |
| 9. November  | Giovanni Ambrogio Torriani        | italienischer Priester, Prothonotar und Bischof von Como |       |       |
| 11. November | Rosina Schnorr                    | deutsche Unternehmerin                                   | 61    |       |
| 12. November | Frans Burman                      | niederländischer reformierter Theologe                   | 51    |       |
| 12. November | Giovanni Felice Sances            | italienischer Komponist und Sänger                       |       |       |
| 14. November | Otto von Schwerin                 | preußischer Politiker, Minister von Brandenburg-Preußen  | 63    |       |
| 24. November | Paul von Aussem                   | Weihbischof und Generalvikar in Köln                     |       |       |
| 24. November | Elisabeth Beling                  | deutsche Stifterin                                       | 84    |       |
| 25. November | Michelangelo Torcigliani          | italienischer Barockdichter                              |       |       |
| November     | Johann Raue                       | deutscher Bibliothekar                                   |       |       |

## Dezember
| Tag          | Name                       | Beruf, bekannt als                                                      | Alter | Beleg |
| ------------ | -------------------------- | ----------------------------------------------------------------------- | ----- | ----- |
| 2. Dezember  | Johann Strauch II.         | Rechtsgelehrter                                                         | 67    |       |
| 3. Dezember  | Aaron Simeon Spira-Wedeles | jüdischer Gelehrter und Rabbiner                                        |       |       |
| 4. Dezember  | Thomas Hobbes              | englischer Mathematiker, Staatstheoretiker und Philosoph                | 91    |       |
| 5. Dezember  | Christoph Joachim Bucholtz | deutscher Rechtswissenschaftler und Bürgermeister von Hameln            | 72    |       |
| 9. Dezember  | Johann Georg von Syberg    | deutscher Adliger, Herr zu Wischelingen und Drost zu Blankenstein       |       |       |
| 10. Dezember | Francesco Barberini        | italienischer Kardinal, Antiquar und Mäzen                              | 82    |       |
| 11. Dezember | Andreas Cramer             | deutscher Politiker und schleswig-holsteinisch-gottorfischer Staatsmann |       |       |
| 14. Dezember | Andreas Rudolph            | deutscher Baumeister, Architekt, Bibliothekar und Mathematiker          | 78    |       |
| 20. Dezember | Johann Moritz              | Fürst von Nassau-Siegen und niederländischer Feldmarschall              | 75    |       |
| 28. Dezember | Johann Friedrich           | Herzog von Braunschweig-Lüneburg und Braunschweig-Calenberg             | 54    |       |
| 31. Dezember | Giovanni Alfonso Borelli   | italienischer Physiker und Astronom                                     | 71    |       |
| 31. Dezember | Abraham Gulich             | Philosoph in Hamm                                                       |       |       |
| Dezember     | Jan Victors                | niederländischer Maler und Zeichner                                     | 60    |       |

## Datum unbekannt
| Tag | Name                                | Beruf, bekannt als                                                    | Alter | Beleg |
| --- | ----------------------------------- | --------------------------------------------------------------------- | ----- | ----- |
|     | Antonio Barbaro                     | Politiker der Republik Venedig                                        |       |       |
|     | Dietrich Becker                     | deutscher Komponist und Violinist                                     |       |       |
|     | Crato Bütner                        | deutscher Komponist                                                   |       |       |
|     | Jan van de Cappelle                 | niederländischer Marinemaler                                          |       |       |
|     | Wolfgang Friedrich Cob von Nüdingen | kaiserlicher Generalfeldzeugmeister                                   |       |       |
|     | Roger Conant                        | amerikanischer Pioniersiedler, Stadtgründer von Salem (Massachusetts) |       |       |
|     | Charles Couperin                    | französischer Organist und Cembalist                                  |       |       |
|     | Nicolaas I van Eyck                 | flämischer Porträt- und Genremaler                                    |       |       |
|     | Gerolamo Forabosco                  | italienischer Maler                                                   |       |       |
|     | Gaspare Guercio                     | italienischer Architekt und Bildhauer des Barock                      |       |       |
|     | Václav František Kocmánek           | tschechischer Dichter, Schriftsteller und Historiker                  |       |       |
|     | Wilhelm Christoph Kriegsmann        | deutscher Pietist und Hermetiker                                      |       |       |
|     | Thomas Modyford                     | Gouverneur von Jamaika (ab 1666) und Gönner des Piraten Henry Morgan  |       |       |
|     | Isaac Penington                     | britischer Autor, Quäker                                              |       |       |
|     | Lambert Reynst                      | Bürgermeister von Amsterdam                                           |       |       |
|     | Johann Spillenberger                | deutscher Maler                                                       |       |       |
|     | Villum Clausen                      | dänischer Freiheitskämpfer                                            |       |       |
|     | Nicolaes Visscher I                 | Kartograf, Verleger                                                   |       |       |